# Tim Russ

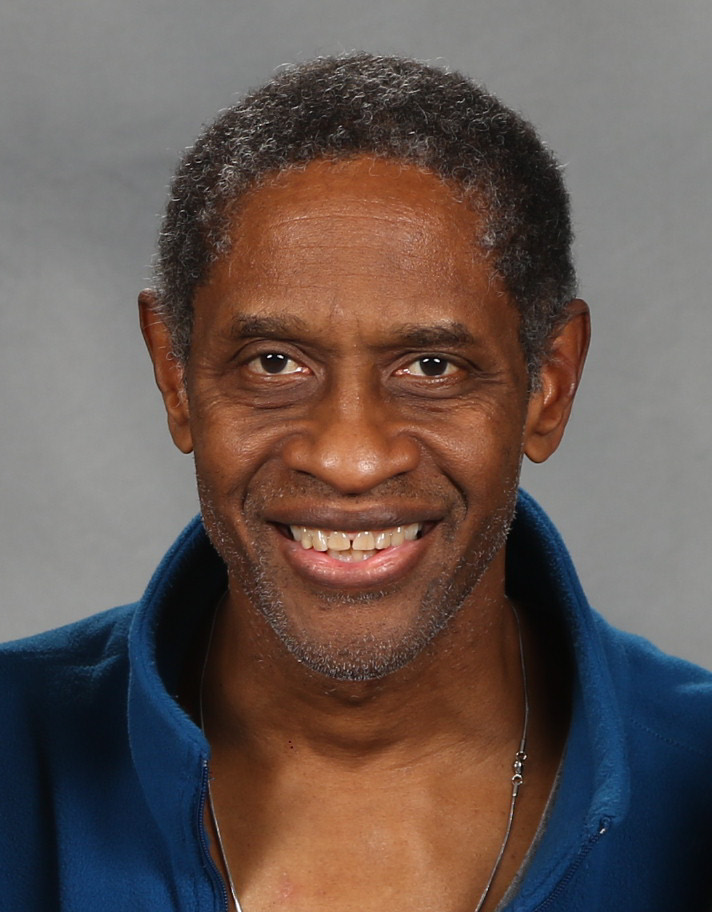
Tim Russ auf der Paradise City Comic Con (2016)

Timothy Darrell Russ (* 22. Juni 1956 in Washington, D.C.) ist ein US-amerikanischer Schauspieler und Regisseur.

## Persönliches
Russ wuchs als Sohn eines Offiziers der US-amerikanischen Air Force auf diversen Stützpunkten auf. Nach der High School wechselte er auf die St. Edwards-Privatuniversität in Austin, Texas, und studierte Theaterwissenschaften. Er lebt mit seiner Lebensgefährtin in Los Angeles und hat eine Tochter.

## Karriere
Noch während seines Studiums bekam er 1977 sein erstes professionelles Engagement in der Fernsehreihe Masterpiece Theater. 1985 spielte er Gastrollen in Unbekannte Dimensionen und Hunter. Ein Jahr später feierte er sein Filmdebüt im Roadmovie Crossroads – Pakt mit dem Teufel, es folgten Rollen in Fire with Fire – Verbotene Leidenschaft sowie Das Weiße im Auge. Als die Star-Trek-Fernsehserie Raumschiff Enterprise: Das nächste Jahrhundert in Vorbereitung war, sprach Russ erfolglos für die Rolle des Geordi La Forge vor.
1988 wurde er als einer der Nebendarsteller der Fernsehserie Highwayman besetzt, die jedoch bereits nach 9 Episoden abgesetzt wurde. Daneben spielte er weiterhin Gastrollen in Serien wie Polizeirevier Hill Street, Der Prinz von Bel-Air und Melrose Place. Seine ersten Star-Trek-Rollen spielte er im Jahr 1993 in Raumschiff Enterprise: Das nächste Jahrhundert und Star Trek: Deep Space Nine. 1994 wirkte er im Film Star Trek: Treffen der Generationen mit.
1995 wurde er für die Rolle des Vulkaniers Tuvok in der Fernsehserie Star Trek: Raumschiff Voyager besetzt, die er über die gesamte Laufzeit der Fernsehserie bis zu deren Ende 2001 spielte. Bis 2003 veröffentlichte er als Sänger vier Alben. 2006 führte Russ im prominent besetzten Fanfilm Star Trek: Of Gods And Men Regie. Unter anderem sind Nichelle Nichols, Walter Koenig, Grace Lee Whitney, Alan Ruck, Garrett Wang, Chase Masterson und J.G. Hertzler in diesem Film zu sehen.
Von 2007 bis 2009 spielte er eine Nebenrolle in der Sitcom Samantha Who? neben Christina Applegate in der Hauptrolle. Von 2007 bis 2012 hatte Russ wiederkehrende Auftritte in der Fernsehserie iCarly.
2015 führte Russ erneut bei einem Star-Trek-Fanfilm Regie, Star Trek: Renegades, der als Auftakt einer eigenständigen Serie geplant und durch Crowdfunding finanziert wurde. Für das Projekt arbeitete Russ erneut mit Walter Koenig zusammen, außerdem gehörte unter anderem sein Kollege aus Star Trek: Raumschiff Voyager Robert Picardo zum Cast. Nach der Veröffentlichung des Films und einer Verschärfung der Regelungen für Star-Trek-Fanprojekte wurde Renegades 2017 unter dem Titel Renegades - The Series fortgesetzt. 2023 kehrte Russ für zwei Episoden der Serie Star Trek: Picard in seine Rolle als Tuvok zurück.

## Filmografie (Auswahl)

### Schauspieler
- 1984–1987: Polizeirevier Hill Street (Hill Street Blues, Fernsehserie, 4 Folgen)
- 1985: Hunter (Fernsehserie, Folge 2x05: Killer In A Halloween Mask )
- 1985–1987: Unbekannte Dimensionen (Twilight Zone, Fernsehserie, 2 Folgen)
- 1986: Crossroads – Pakt mit dem Teufel (Crossroads)
- 1987: Die Zeitfalle (Timestalkers, Fernsehfilm)
- 1987: Der Mann vom anderen Stern (Starman, Fernsehserie, eine Folge)
- 1987: Mel Brooks’ Spaceballs (Spaceballs)
- 1987–1988: Highwayman (The Highwayman, Fernsehserie, 10 Folgen)
- 1988: 21 Jump Street – Tatort Klassenzimmer (21 Jump Street, Fernsehserie, Folge 3x02)
- 1988: Roots – Das Geschenk der Freiheit (Roots: The Gift, Fernsehfilm)
- 1990–1992: Der Prinz von Bel-Air (The Fresh Prince of Bel-Air, Fernsehserie, 3 Folgen)
- 1990: Alle unter einem Dach (Family Matters, Fernsehserie, eine Folge)
- 1991: Eve 8 – Außer Kontrolle (Eve of Destruction)
- 1993: Raumschiff Enterprise – Das nächste Jahrhundert (Star Trek: The Next Generation, Fernsehserie, Folge 6x18)
- 1993: Gefährliche Reise zum Mittelpunkt der Erde (Journey to the Center of the Earth, Fernsehfilm)
- 1993: SeaQuest DSV (Fernsehserie, Folge 1x12)
- 1993–1995: Star Trek: Deep Space Nine (Fernsehserie, 2 Folgen)
- 1994: Melrose Place (Fernsehserie, eine Folge)
- 1994: Star Trek: Treffen der Generationen (Star Trek Generations)
- 1995–2001: Star Trek: Raumschiff Voyager (Star Trek: Voyager, Fernsehserie, 170 Folgen)
- 2005: Emergency Room – Die Notaufnahme (ER, Fernsehserie, eine Folge)
- 2006: The OH in Ohio
- 2006–2007: General Hospital (Fernsehserie, 4 Folgen)
- 2006, 2024: Navy CIS (NCIS, Fernsehserie, 2 Folgen)
- 2007: Without a Trace – Spurlos verschwunden (Without a Trace, Fernsehserie, eine Folge)
- 2007: Stirb langsam 4.0 (Live Free or Die Hard)
- 2007: Hannah Montana (Fernsehserie, eine Folge)
- 2007: Star Trek: Of Gods And Men (Fan-Fiction-Fernsehserie)
- 2007–2009: Samantha Who? (Fernsehserie, 35 Folgen)
- 2007–2012: iCarly (Fernsehserie, 11 Folgen)
- 2010: CSI: Miami (Fernsehserie, Folge 8x21)
- 2011: Schatten der Leidenschaft (The Young and the Restless, Fernsehserie, 2 Folgen)
- 2011: Bloomers (Fernsehserie, eine Folge)
- 2011: Meine Schwester Charlie (Fernsehserie, eine Folge)
- 2011: Suits (Fernsehserie, eine Folge)
- 2013: Castle (Fernsehserie, Folge 6x05 Besuch aus der Zukunft)
- 2013: Mother – Sie schlägt zurück (Social Nightmare, Fernsehfilm)
- 2014: Asteroid vs Earth (Fernsehfilm)
- 2015: Sharknado 3 (Sharknado 3: Oh Hell No!, Fernsehfilm)
- 2015: The Night Shift (Fernsehserie, eine Folge)
- 2015–2017: Renegades – The Series (vormals Star Trek: Renegades, Webserie, 2 Folgen)
- 2017: The Fosters (Fernsehserie, 2 Folgen)
- 2017: Supergirl (Fernsehserie, Folge 3x20)
- 2017: Criminal Minds (Fernsehserie, Folge 13x02)
- 2017: The Good Doctor (Fernsehserie, Folge 1x03)
- 2018: 5th Passenger
- 2018: Navy CIS: New Orleans (NCIS New Orleans, Fernsehserie, Folge 4x13)
- 2018: Superior Donuts (Fernsehserie, 2 Folgen)
- 2019: The Orville (Fernsehserie, Folge 2x11 Die Zeitkapsel)
- 2020: Atlanta Medical (Fernsehserie, Folge 3x15 Tödliche Pestizide)
- 2020: The Midnight Sky
- 2021–2023: iCarly (Fernsehserie, 2 Folgen)
- 2023: Star Trek: Picard (Fernsehserie, Folgen 3x07 und 3x10)
- 2023: Poker Face (Fernsehserie, eine Folge)
- 2024: Ted (Miniserie, Folge 1x07)

### Regisseur
- 1998: Star Trek: Raumschiff Voyager – Episode: Living Witness
- 2007: Plugged
- 2007: Star Trek: Of Gods And Men (Fan-Fiction-Film)
- 2008: Mistaken Identity
- 2010: War of Heaven
- seit 2011: Bloomers (Fernsehserie)
- 2015: Star Trek: Renegades (Fan-Fiction-Film)
- 2017: Renegades-The Series (Fan-Fiction-Serie; 1 Folge)

## Autor
- East of Hope Street (1998)
- Plugged (2007)
- Mistaken Identity (2008)
- War of Heaven (2010)

## Musiker
- Only a Dream in Rio
- Tim Russ (2000)
- Kushangaza (2001)
- Brave New World (2003)